# Glaphyria albifascialis
Glaphyria albifascialis är en fjärilsart som beskrevs av George Francis Hampson 1912. Glaphyria albifascialis ingår i släktet Glaphyria och familjen Crambidae. Inga underarter finns listade i Catalogue of Life.